# Başkavak, Savur
Başkavak là một xã thuộc huyện Savur, tỉnh Mardin, Thổ Nhĩ Kỳ. Dân số thời điểm năm 2010 là 2.087 người.